# Rijmsoep
Rijmsoep (Engelse titel: Rhyme Stew) is een rijmpjesboek voor kinderen van Roald Dahl, met tekeningen van illustrator Quentin Blake.
Roald Dahl zet een aantal bekende verhalen op rijm en geeft daar een andere draai aan. Onder andere ‘De nieuwe kleren van de keizer’, ‘Ali Baba en de veertig rovers’, ‘Hans en Grietje’ en ‘De haas en de schildpad’ worden vanuit een eigen invalshoek beschreven. Deze langere gedichten worden afgewisseld met een aantal korte rijmpjes.